# Geschwister-Scholl-Schule Konstanz
Die Geschwister-Scholl-Schule Konstanz (GSS) ist die größte Schule in Konstanz. Sie wurde 1976 als kooperative Gesamtschule gegründet und wird seit 1986 als Schulverbund aus Gymnasium, Realschule und Werkrealschule weitergeführt.
Die Schüler können zwischen den Schwerpunkten (Profilen) im naturwissenschaftlichen, sprachlichen, sportlichen oder musischen/künstlerischen Bereich wählen.
Schulträgerin ist die Stadt Konstanz und stellt durch ihre Schulform der kooperativen Gesamtschule in Baden-Württemberg eine Rarität dar.
Ursprünglich bestand an der Schule auch ein Hauptschulzweig. Zum Schuljahr 2010/2011 wurde dieser Zweig zu einer Werkrealschule ausgebaut. Dieser lief mit Schuljahr 2021/22 aus, somit bestehen nur noch das Gymnasium und die Realschule.

## Schulbau, Architektur und Ausstattung
Die Geschwister-Scholl-Schule ist ein typisches Bauwerk in Zweckform aus den 1970er Jahren, bei dessen Planung und Bau vor allem die Werkstoffe Beton, Stahl und Glas zum Einsatz kamen. So ist das Bild der Schule vor allem geprägt durch die weitläufigen Fensterfassaden und die Sichtbetonarchitektur. Die Dachflächen sind in Flachbauweise errichtet.
An die Schule schließt sich eine große, in drei Hallendrittel teilbare Sporthalle mit Gymnastik- und Kraftraum an.
Im Jahre 2005 begann man, den Mensabereich deutlich zu erweitern und grundlegend umzubauen, sodass dieser nun über mehr als 100 Sitzplätze und eine großräumige Thekenzeile für die Essenausgabe verfügt.
Als baulich problematisch erweist sich jedoch das Verhältnis von Gebäudedimensionierung zu Schülerzahl, da diese mittlerweile deutlich über der ursprünglich geplanten Maximalschüleranzahl liegt.
Die Schule wurde im Jahr 2017 als Kulturdenkmal in die Denkmalliste aufgenommen.

## Ganztagesbereich
Der Pflichtunterricht findet in der Regel am Vormittag statt, die Stunden des Wahlbereichs und der Hausaufgaben-betreuung fallen auf den Nachmittag. Am Freitagnachmittag haben nur vereinzelte Klassen oder Gruppen Unterricht, der Samstag ist generell unterrichtsfrei.
Die Geschwister-Scholl-Schule bietet den Schülerinnen und Schülern der Orientierungsstufe die Möglichkeit, am Ganztagesbereich teilzunehmen.

## Schüleraustausch
Schüleraustausch wird in verschiedenen Jahrgangsstufen mit Partnerschulen in Czluchów (Polen), Fontainebleau (Frankreich) und Richmond (England) angeboten.

## Arbeitsgemeinschaften
Arbeitsgemeinschaften zu verschiedenen Themen (Film, Computer u. a.) werden zusammen mit verschiedenen anderen Schulen im Stadtgebiet und der näheren Umgebung organisiert.

## Bekannte Schüler
- Patrick Manzecchi (* 1969), Jazz-Schlagzeuger
- Oliver K. Wnuk (* 1976), deutscher Theater-, Fernseh- und Filmschauspieler